# Buena Vista Township (Clayton County, Iowa)
Die Buena Vista Township ist eine von 22 Townships im Clayton County im Nordosten des US-amerikanischen Bundesstaates Iowa.

## Geografie
Die Buena Vista Township liegt im Nordosten von Iowa am  Mississippi, der die rund die Grenze zu Wisconsin bildet. Die Stadt Dubuque an der Schnittstelle der Bundesstaaten Iowa, Wisconsin und Illinois befindet sich rund 40 km südöstlich.
Die Buena Vista Township liegt auf 42° 40′ N, 90° 58′ W und erstreckt sich über 51,48 km², die sich auf 46,18 km² Land- und 5,3 km² Wasserfläche verteilen.
Die Buena Vista Township grenzt innerhalb des Clayton County nur im Westen an die Millville Township, während sie im Süden, Südosten und Osten an das Dubuque County grenzt. Im Norden und Nordosten bildet der Mississippi die Grenze zum Grant County in Wisconsin.

## Verkehr
Durch die Buena Vista Township verläuft der Iowa-Abschnitt der Great River Road. Daneben existieren noch eine Reihe vom Fluss wegführende untergeordnete County Roads und weiter untergeordneter Straßen, die zum Teil unbefestigt sind.
Am Mississippiufer verläuft eine Bahnlinie der Canadian Pacific Railway.
Der Elkader Municipal Airport liegt rund 60 km nordwestlich, der Dubuque Regional Airport befindet sich im benachbarten Dubuque County rund 60 km südöstlich.

## Bevölkerung
Bei der Volkszählung im Jahr 2010 hatte die Township 289 Einwohner.
Der größte Teil der Bevölkerung der Boardman Township konzentriert sich auf North Buena Vista, die einzige selbstständige Gemeinde  (mit dem Status "City").